# كاثرين هاي
كاثرين هاي (بالإنجليزية: Catherine Hay)‏ (1910 - 1995)؛ روائية نيوزيلندية.